# Lao Zi
Lao Zi ou Laozi (também conhecido como Lao-Tzu e Lao-Tze, chinês simplificado: 老子, pinyin: Lǎozǐ, literalmente "Velho Mestre") foi um filósofo e escritor da Antiga China. É conhecido por ser o autor do importante livro Tao Te Ching, por ser o fundador do taoismo filosófico e por ser uma divindade no taoismo religioso e nas religiões tradicionais chinesas. Embora seja uma figura lendária, Lao Zi é geralmente situado por volta do século VI a.C. Pensa-se que foi contemporâneo de Confúcio, mas alguns historiadores acreditam que ele viveu no Período dos Estados Combatentes, algures nos séculos V e IV a.C. É uma personagem-chave na cultura chinesa: tanto os imperadores da dinastia Tang como as pessoas hodiernas do apelido Li consideram-no o fundador da sua linhagem. O trabalho de Lao Zi tem sido adoptado por vários movimentos antiautoritários e pelo legalismo chinês.

## Nomes
Segundo os registros tradicionais, o nome real de Lao Zi é tido geralmente como Li Er (李耳, Ant. *Rəʔ Nəʔ, Pin. Lǐ Ěr) e o seu nome de cortesia como Boyang (trad. 伯陽, simp. 伯阳, Ant. *Pˤrak-lang, Pin. Bóyáng). Um nome póstumo proeminente era Li Dan (李聃, Lǐ Dān). Lao Zi é um título honorífico: 老 (Ant. *rˤuʔ, "velho, venerável") e 子 (Ant. *tsə′, "mestre"). 
Tem sido romanizado de várias maneiras, levando por vezes à confusão. Hodiernamente, a forma mais comum é Laozi ou Lǎozǐ, baseada no sistema de transliteração Hanyu Pinyun, adoptado pela República Popular da China em 1958 e por Taiwan em 2009. Ao longo do século XX, Lao-tzu era mais comum, baseada no outrora dominante sistema Wade-Giles. No século XIX, o título costumava ser romanizado como Lao-tse.  Outras variantes são Lao-tze e Lao-tsu.
Tsé é o sufixo de muitos nomes chineses, indicando menino, menina, jovem e adolescente. Assim, podemos transliterar Lao-Tsé por "jovem sábio" ou "adolescente maduro".
Sendo uma figura religiosa, ele é adorado com o nome de "Senhor Velho Supremo" (太上老君, Tàishàng Lǎojūn) e como um dos "Três Puros".  Durante a dinastia Tang, ele recebeu o título de "Imperador Supremamente Misterioso e Primordial" (太上玄元皇帝, Tàishàng Xuānyuán Huángdì).

## Visões históricas
A meados do século XX, houve um consenso entre os especialistas e doutos que punha em dúvida a historicidade da pessoa conhecida como Lao Zi e que o Tao Te Ching era "uma compilação de ditados e adágios taoistas de diversa procedência". Alan Watts pediu mais precaução, alegando que este consenso era resultado de uma tendência académica cética acerca de personagens históricas espirituais e religiosas e dizendo que ainda não se saberia por anos – ou possivelmente nunca – para fazer uma avaliação sólida.
A primeira referência da que temos segurança sobre a figura de Lao Zi encontra-se no livro Registos do Historiador (simp. 史记 ; trad. 史記 ; Pin. Shǐjì) do século I a.C., reunido pelo historiador Sima Qian a partir de relatos anteriores. Num destes relatos, diz-se que Lao Zi foi um contemporâneo de Confúcio, durante o século VI ou V a.C. O seu apelido era Li e o seu nome pessoal era Er ou Dan. Ele era um funcionário nos arquivos imperiais e escreveu um livro dividido em duas partes, antes de partir para o Oeste. Noutro, Lao Zi era também contemporâneo de Confúcio, mas chamado Lao Laizi (老莱子) e escreveu um livro divido em quinze partes. Numa terceira versão, era o astrólogo da corte Lao Dan, o qual viveu durante o século IV a.C., durante o reinado de Xian de Qin da dinastia Qin. O texto mais antigo do Tao Te Ching até hoje recuperado foi escrito em faixas de bambu e é datado de finais do século IV a.C.
De acordo com os registos tradicionais, Lao Zi foi um erudito que trabalhou como curador dos arquivos da corte real de Zhou. Isto dar-lhe-ia accesso livre à obra de Huangdi e outros clássicos daquele tempo. As estórias afirmam que Lao Zi nunca abriu uma escola formalmente, tendo porém atraído muitos estudantes e discípulos leais. Há muitas variações acerca do encontro entre ele e Confúcio, mais conhecido no Zhuangzi.
Por vezes, é dito que provinha da aldeia de Chu Jen em Chu. Nos relatos que dizem que Lao Zi era casado, refere-se que tinha um filho chamado Zong, que se tornaria num soldado célebre. Muitos clãs da família Li traçam a sua ascendência até Lao Zi, incluindo os imperadores da dinastia Tang. Esta família era conhecida como a linhagem Longxi Li (隴西李氏). De acordo com os Simpkinses, a maioria (senão todas mesmo) destas linhagens questionáveis fornece-nos uma clara imagem do impacto de Lao Zi na cultura chinesa.
A terceira história colectada por Sima Qian afirma que Lao Zi cansou-se da corrupção moral da sociedade e dos bons costumes em Luoyang e notou o declínio do reino. Ele foi viver para o Oeste como um eremitão nas incertas fronteiras do reino, com 80 anos. Na parte occidental da cidade (ou do reino), ele foi reconhecido pelo guarda Yin Xi. Antes de lhe franquear a saída, o guarda exigiu do velho mestre que registrasse por escrito a sua sabedoria para o bem do país. O texto que Lao Zi escreveu relaciona-se como sendo o Tao Te Ching, embora a versão actual do texto inclui adições de épocas mais tardias.  Nalgumas versões da história, o sentinela ficou tão comovido pela obra que tornar-se-ia em discípulo de Lao Zi, desaparecendo com este. Noutras, o "Velho Mestre" viajou até à Índia e fora o professor de Sidarta Gautama, o Buda. Outros dizem que ele próprio era o Buda.

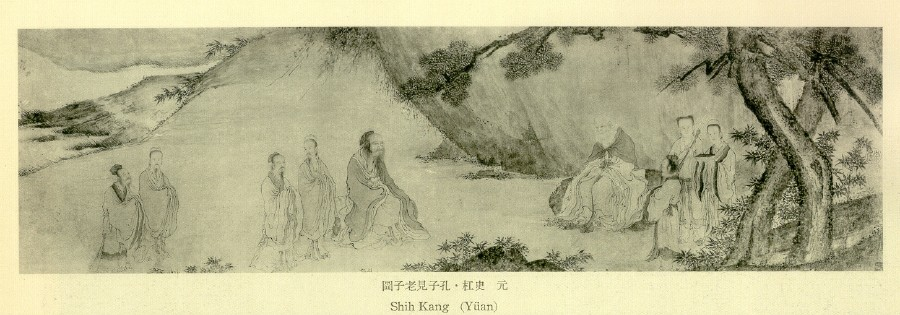
Confúcio encontra-se com Lao Zi, Shih Kang, dinastia Yuan.

Uma obra do século VII, o Sandong Zhunang ("Saco Nacarado das Três Cavernas"), idealizou a relação entre Lao Zi e Yin Xi. Lao Zi fingiu ser um lavrador quando chegou ao portão ocidental, mas foi reconhecido por Yin Xi, que pediu ao mestre para que o ensinasse. Lao Zi não estava satisfeito pelo simples facto do guarda ter reparado nele e pediu uma explicação. Yin Xi expressou o seu forte desejo em encontrar o tao e disse que o seu estudo prolongado da astrologia permitia-lhe detectar a aproximação de Lao Zi. Yin Xi foi aceito por Lao Zi como discípulo. Isto é considerado como uma interação exemplar entre um discípulo e um mestre taoista, refletindo o "teste" pelo qual um candidato deve passar, antes de ser aceito. Espera-se do candidato que prove a sua determinação e talento, expressando claramente os seus desejos e mostrando que ele tinha aprendido de forma autodidata o seu caminho do Tao.
O Sandong Zhunang prossegue a analogia com a procura de um sequaz. Yin Xi foi ordenado quando Lao Zi transmitiu o Tao Te Ching, juntamente com outros textos e preceitos, tal como as ceremónias tradicionais taoistas, nas quais os candidatos recebem vários ensinamentos, escrituras sagradas e métodos nas suas ordenações. Isto é apenas um ordenação inicial e Yin Xi ainda precisava de mais tempo para perfeccionar as suas virtudes, por isso Lao Zi acordou com Yin Xi que em 3 anos o encontraria em Changan em um mercado que vendia vísceras de ovelhas negras. Yin Xi dedicou-se de corpo e alma à vida religiosa. Depois dos 3 anos, Yin Xi voltou a demonstrar a sua determinação e capacidades, e retornou ao mercado na hora marcada, estabelecendo este gesto como sinal. Finalmente, encontra-se outra vez com Lao Zi, que anuncia a Yin Xi que o seu nome era imortal, estando na lista do céus e invoca uma procissão celeste para vestir Yin Xi com as vestes dos imortais. A história prossegue, dizendo que Lao Zi outorgou vários títulos a Yin Xi e levou-o consigo numa viagem pelo universo, inclusive nos nove céus. Depois desta viagem fantástica, os dois sábios foram às terras ocidentais habitadas pelos bárbaros. O período de treino, as reuniões e as viagens representam a realização mais fiel das prescrições da mais alta patente do taoismo medieval chamada  "Preceptor das Três Cavernas". Nesta lenda, Lao Zi é o mestre taoista perfeito e Yin Xi é o discípulo taoista ideal. Lao Zi é apresentado como o tao personificado, dando a sua doutrina à humanidade para a sua salvação. Yin Xi segue os procedimentos formais de preparação, teste, treino e retidão.
A história de Lao Zi tem adotado fortes implicações e conotações religiosas desde a dinastia Han. Com a expansão do taoismo, Lao Zi seria adorado como um deus. A crença na revelação do tao através de Lao Zi, resultaria na formação do Caminho dos Mestres Celestiais, a primeira seita taoista organizada. Na tradição taoista mais tardia, Lao Zi começou a considerar-se como a personificação do Tao. É dito que passou por várias "metamorfoses" e assumiu várias aparências em diversas incarnações ao longo da história para iniciar os devotos no Caminho. O taoismo religioso costuma realçar que "O Velho Mestre" não desapareceu depois de escrever o Tao Te Ching, mas teria passado o resto da sua vida a viajar e a espalhar a doutrina do tao.

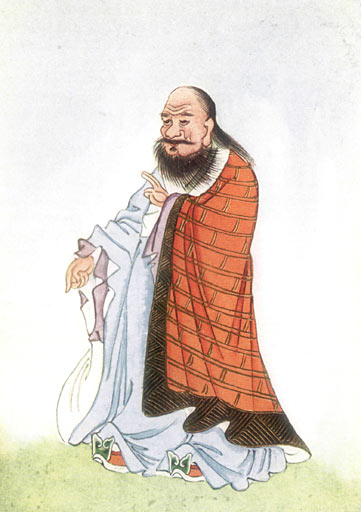
Ilustração de Lao Zi no livro Myths and Legends of China de E. T. C. Werner.

Os mitos taoistas proferem que Lao Zi foi engendrado quando a sua mãe contemplou uma estrela cadente. Ele supostamente teria estado no seu útero sessenta e dois anos antes da nascer enquanto a sua mãe estava inclinada sobre uma ameixoeira. (O apelido chinês Li é escrito com o mesmo caractere que "amêixoa"). É dito que Lao Zi surgiu como um homem adulto, com uma barba cinzenta já crescida e com longos lóbulos da orelha, ambos símbolos de sapiência e longevidade. Outros mitos expõem que ele se tinha reencarnado treze vezes antes da sua primeira vida, a qual decorreu na altura de Fu Xi. Na sua última encarnação, como Lao Zi, viveu novecentos noventa anos e dedicou-se inteiramente a viajar de maneira a revelar o Tao.

## Tao Te Ching

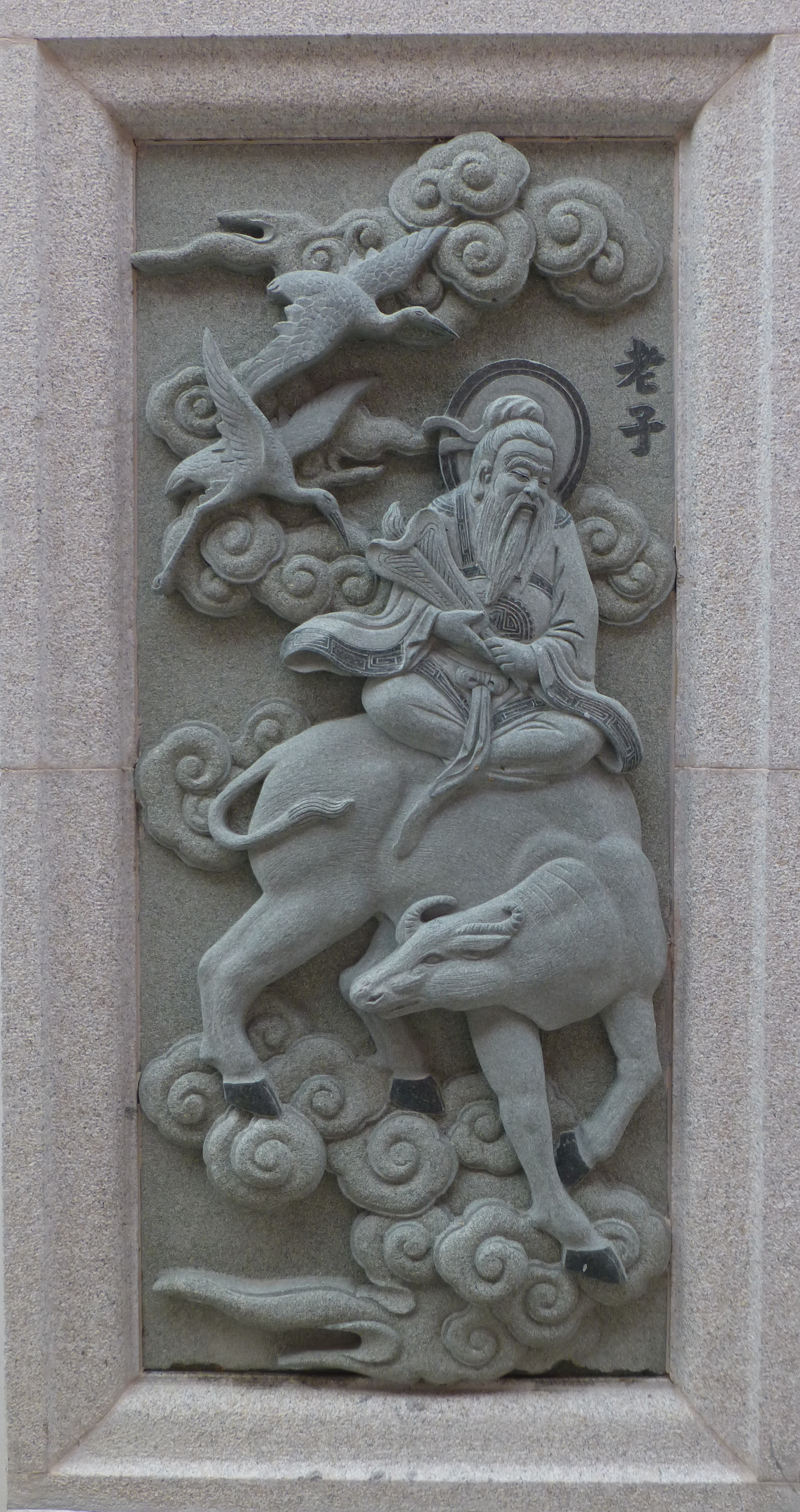
Lao Zi, "Grande Mestre Imortal do Céu".

Lao Zi é tido tradicionalmente como o autor do Tao Te Ching (Pinyin. Dàodéjīng), embora a identidade do autor ou do compilador seja incerta, sendo palco de vários debates ao longo da história. É um dos tratados mais importantes da cosmogonia chinesa. Tal como a maioria dos filósofos chineses, Lao Zi frequentemente explica as suas ideias através de paradoxos, analogias e utilização de ditados e adágios antigos, repetições, simetrias, rimas e ritmos. De facto, o livro inteiro pode ser considerado como uma analogia – por um lado, o governante é a personificação da consciência, ou da consciência própria, na meditação, e pelo outro lado, o império é a experiência do corpo, dos sentidos e dos desejos.
O Tao Te Ching, geralmente chamado Lao Zi pelo nome do seu autor presumido tradicionalmente, descreve o tao como a fonte e origem de toda existência: é invisível, mas não transcendente, omnipotente, contudo, humilde; sendo a raiz de todas as coisas. As pessoas têm desejos e livre vontade (por conseguinte, podem alterar a sua própria natureza). Muitos atuam "artificialmente", contrariando o equilíbrio natural do Tao. O Tao Te Ching pretende levar os discípulos a "voltar" ao seu estado natural, em harmonia com o tao. A linguagem e a sabedoria convencional são avaliadas com dureza. O taoismo considera-as como tendenciosas e artificiais, servindo-se amplamente de paradoxos para provar o seu ponto de vista.
Livia Kohn fornece um exemplo de como Lao Zi encorajou uma mudança na abordagem, ou voltar para "a natureza", ao invés da ação. A tecnologia pode trazer uma falsa percepção de progresso. A resposta dada por Lao Zi não é a rejeição da tecnologia, mas a procura do estado calma do Wu wei, livre de desejos. Isto junta-se às diversas declarações de Lao Zi encorajando os governantes a manter o seu povo na "ignorância" ou na "ingenuidade". Alguns eruditos insistem que esta explicação não tem em conta o contexto religioso e outros questionam-na como uma apologia da coerência filosófica da obra. Não seria um conselho político incomum se Lao Zi literalmente quisesse que os governantes mantivessem os seus súbditos ignorantes. Porém, alguns termos no texto, tais como "o vale do espírito" (gushen) e "alma" (pô), indicam um sentido e contexto metafísicos e não podem ser interpretados corretamente com uma leitura puramente ética da obra.
O Wu wei (無爲), literalmente "não-ação", é um conceito fulcral do Tao Te Ching. O conceito Wu wei é multifacetado e tem diversos significados, até na tradução portuguesa; pode significar "não fazer nada", "não impor", "não actuar", "criar nada", "atuar de maneira espontânea" e "acompassar o momento".
É uma noção usada para explicar o ziran (自然) ("Harmonia com o Tao"). Concebe que as diferenciações de valores são ideológicas e vê a ambição de qualquer tipo como originária da mesma fonte. Lao Zi serviu-se do termo de forma ampla, descrevendo a simplicidade e a humildade como faculdades essenciais, contrastando-as frequentemente com as atitudes egoístas e egocêntricas. Num contexto político, significa evitar situações como a guerra, leis duras e impostos pesados. Alguns taoistas relacionam o Wu wei com as práticas esotéricas, tais como o zuowang "sentar-se no esquecimento" (esvaziando a mente do corpo e do pensamento) encontrado no Zhuangzi.
Alguns dos ditados mais famigerados são:
"Quando a bondade é perdida, é substituída pela moralidade."

"Sem trevas não pode haver luz."
"A utilidade duma panela vem do seu vazio."
"A melhor gente é como a água, a qual beneficia todas as coisas e não compete com elas. Mantém-se em lugares humildes que outros rejeitam. É por isso que é tão similar ao Caminho."
"Quando a gente acha algumas coisas bonitas, outras coisas tornam-se feias. Quando as pessoas vêem algumas coisas como boas, outras tornam-se más."
"Tenta mudá-lo e estragá-lo-ás. Tenta mantê-lo e irás perdê-lo."
"Aqueles que sabem, ficam calados. Aqueles que falam, não sabem."
"Quando tu reparas que nada falta, todo o mundo te pertence."
"A natureza não se apressa, dado que tudo é realizado."
"Um bom viajante não tem planos fixos e não está determinado a chegar."
"A música na alma pode ser ouvida pelo universo."
"Uma viagem de mil milhas começa nos seus pés."
"Quanta mais leis e regulações tenham importância, mais ladrões e bandidos haverá."

— Lao Zi  (Tao Te Ching)

### Taoismo
Lao Zi é tido tradicionalmente como o fundador do taoismo, ligado intimamente ao Tao Te Ching e ao taoismo "primitivo" (ou "original"). O  taoismo popular ("religioso"), considera o Imperador de Jade como a sua deidade máxima oficial. Os taoistas intelectuais (a "elite"), tais como a seita dos Mestres Celestiais, costumam pôr Lao Zi (Lao jun, "Senhor Lao") e Os Três Puros no topo do panteão divino.

## Influência
| |  |  |
| Um fresco da época da dinastia de Han Ocidental (202 a.C. – 9 b.C.) ilustrando Confúcio e Laozi. O fresco situa-se num túmulo no Condado de Dongpping, na Província de Shandong na China. |  |  |

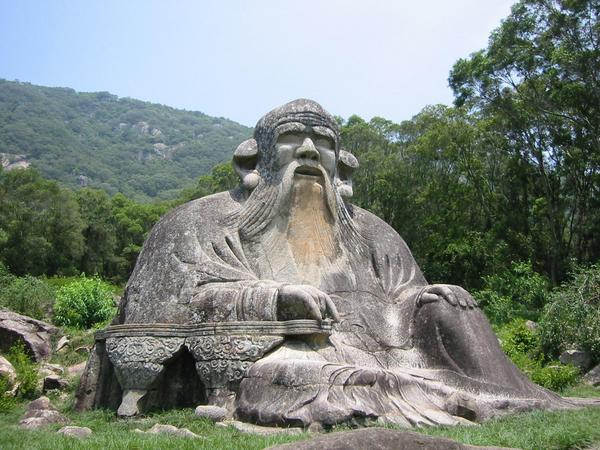
Escultura em pedra de Lao Zi, localizada a norte de Quanzhou no sopé do Monte Qingyuan.

Ao longo da história chinesa, diversos oficiais sustentaram-se nos ensinamentos de sábios não-confucionistas, especialmente nos de Lao Zi e Zhuangzi, para negar-se a servir qualquer governante a qualquer instante. Zhuangzi, o seguidor mais famoso de Lao Zi nos anais, tinha muita influência na cultura e nos literati chineses, influência que continua a ser exercida na atualidade.
Teóricos políticos influenciados por Lao Zi defendem a humildade na liderança e uma governança comedida, tanto por motivos éticos e pacifistas como por objetivos tácticos. Num contexto diferente, vários movimentos antiautoritários têm adoptado os ensinamentos de Lao Zi acerca do poder dos pobres.
Lao Zi defendeu a ideia dum governo limitado.  Os socialistas libertários têm sido influenciados por Lao Zi – no seu livro de 1937, Nationalism and Culture, o escritor e ativista anarco-sindicalista Rudolf Rocker elogiou a "gentil sabedoria" devido à sua observação acerca da oposição entre o poder político e as atividades culturais da povo. Piotr Kropotkin, no seu artigo de 1910 para a Encyclopædia Britannica, chegou à conclusão que Lao Zi teria sido um dos primeiros formuladores dos princípios básicos do anarquismo. Recentemente, anarquistas como John P. Clark e Ursula K. Le Guin têm escrito acerca das semelhanças entre o anarquismo e o taoismo em diversos pontos, especialmente com os ensinamento de Lao Zi. Na interpretação do Tao Te Ching de Úrsula K. Le Guin, ela grafa que "Lao zi não acha o poder político mágico. Ele considera o poder justo como merecido e o poder injusto como ilegítimo. Ele acredita que o sacrifício pessoal ou dos outros é uma corrupção do poder e que o poder está disponível para qualquer um que segue o Caminho. Não é de admirar que os anarquistas e os taoistas sejam bons amigos."
O economista libertarista de direita, Murray Rothbard, sugeriu que Lao Zi tinha sido o primeiro libertarista, comparando os ideais governativos de Lao Zi com a teoria da ordem espontânea de F.A. Hayek. James A. Dorn concordou, grafando que Lao Zi, tal como muitos liberais do século XVIII, referiram que "reduzindo o papel do governo e deixando os indivíduos desenvolverem-se espontaneamente seria a melhor forma de alcançar uma harmonia social e económica." Similarmente, o Instituto Cato de David Boaz incluiu trechos do Tao Te Ching no seu livro de 1997, The Libertarian Reader. O filósofo Roderick Long defende, contudo, que os conceitos libertaristas no taoismo, na verdade, são originários de escritores confucionistas mais antigos.